# Arnaud Di Pasquale
Arnaud Di Pasquale (* 11. Februar 1979 in Casablanca, Marokko) ist ein ehemaliger französischer Tennisspieler.

## Karriere
Di Pasquale wuchs bei seinem Vater in Casablanca auf und lernte dort im Alter von sieben Jahren das Tennisspielen. Nachdem er nach Frankreich gezogen war, trat er ab 1994 auf der ITF Future Tour an und gewann 1995 bei den German Open seinen ersten Titel. In den Jahren 1996 und 1997 konnte Di Pasquale viele weitere Juniorenturniere gewinnen, darunter 1997 auch die US Open. Er beendete das Jahr 1997 als Nummer 1 der Junioren-Weltrangliste und wurde 1998 Profi.
Schon seit 1996 hatte er auf Satellite-Turnieren Erfahrungen und erste Weltranglistenpunkte gesammelt. Im Februar 1998 konnte er sich dann in Marseille erstmals für ein ATP-Turnier qualifizieren, schied jedoch in der ersten Runde gegen Francisco Roig aus. Einen Monat später gelang ihm in Casablanca, ebenfalls als Qualifikant, gegen Arnaud Boetsch sein erster ATP-Matchgewinn. Im April 1998 erreichte er in Nizza ein Challenger-Finale, in dem er Mariano Puerta unterlag. Auf dem Weg dahin hatte er mit Martin Sinner einen Spieler aus den Top 100 besiegt. Für die French Open bekam Di Pasquale eine Wildcard – er schied in der ersten Runde in fünf Sätzen gegen Olivier Delaître aus. Im Juni gewann er in Příbram durch einen Sieg über Radek Štěpánek seinen ersten Challenger-Titel und stieg erstmals in die Top 200 der Tennisweltrangliste ein. Nur wenige Wochen später stand er in Contrexéville erneut in einem Challenger-Finale, das er gegen Younes El Aynaoui verlor. Bei den US Open überstand er die Qualifikation und gewann in der 1. Runde gegen David Wheaton sein erstes Grand-Slam-Match, bevor er in der zweiten Runde gegen Michael Kohlmann ausschied. Im September 1998 gelang ihm dann sein bis dahin größter Erfolg; in Bukarest erreichte er als Qualifikant sein erstes ATP-Finale. Er unterlag Francisco Clavet zwar in drei Sätzen, kletterte dadurch aber erstmals in die Top 100.
Das Jahr 1999 begann weniger erfolgreich für Di Pasquale, erst im Mai konnte er in Prag und in Hamburg jeweils das Viertelfinale erreichen. Bei den French Open erreichte er nach Siegen über Christophe Rochus, Maks Mirny und Christian Ruud das Achtelfinale, in dem er gegen den späteren Finalisten Andrij Medwedjew ausschied. Im Oktober 1999 gewann er in Palermo durch einen Sieg über Alberto Berasategui seinen ersten und einzigen ATP-Titel. Dabei hatte er im Viertelfinale mit Àlex Corretja erstmals einen Top-10-Spieler besiegen können. Er beendete das Jahr auf Platz 52 der ATP-Weltrangliste.
Der erste größere Erfolg im Jahr 2000 war der Einzug ins Halbfinale beim ATP-Turnier von Casablanca im April. Dadurch erreichte er mit Platz 39 seine beste Weltranglistenposition. Die nächsten Monate verliefen ohne größere Höhepunkte. Nach einem Erstrundenaus bei den French Open schied Di Pasquale in Wimbledon und bei den US Open jeweils in der zweiten Runde aus. Dennoch war er als einer von vier Franzosen für die Olympischen Spiele 2000 in Sydney qualifiziert. Er konnte dort überraschend ins Halbfinale einziehen; dabei besiegte er unter anderem den Weltranglistenvierten Magnus Norman. Im Halbfinale verlor Di Pasquale zwar gegen den späteren Sieger Jewgeni Kafelnikow, er konnte sich aber im Spiel um Platz 3 gegen den damals 19-jährigen Roger Federer durchsetzen und damit die Bronzemedaille gewinnen. Im weiteren Jahresverlauf gewann er kein Match mehr, er beendete das Jahr auf Platz 60 der Weltrangliste.
2001 konnte er nicht mehr an seine Erfolge anknüpfen. Der einzige Höhepunkt war das Erreichen der dritten Runde beim Monte Carlo Masters, bei dem er in der ersten Runde den Weltranglistenersten Marat Safin besiegte, dann aber in der dritten Runde gegen Federer verlor. Nach den US Open musste er aufgrund von Verletzungen am Knie und Rücken mehrere Monate pausieren. Dadurch fiel er im Ranking auf Platz 144 zurück.
Erst im April 2002 konnte Di Pasquale wieder bei Turnieren antreten. Er gewann im Mai 2002 als Qualifikant das Challenger-Turnier in Ljubljana. Für die French Open bekam er eine Wildcard und erreichte wie schon 1999 das Achtelfinale, wo er dem an Position 2 gesetzten Marat Safin unterlag. Bis zum Jahresende erreichte er in Barcelona, Indianapolis und Bukarest noch dreimal ein ATP-Viertelfinale. Damit schaffte er den Wiedereinstieg in die Top 100.
2003 gab es einen weiteren Rückschritt, als Di Pasquale aufgrund eines Bandscheibenvorfalls länger pausieren und sich schließlich operieren lassen musste. Nach über einem Jahr Pause kehrte er im April 2004 auf die Tour zurück; er konnte bei seinem zweiten Turnier in Neapel gleich ein Challenger-Finale erreichen, das er knapp gegen Gilles Müller verlor. 2004 bekam er für die French Open eine Wildcard. Gegen den ehemaligen Weltranglistenersten Lleyton Hewitt verlor er in vier Sätzen. Bis zum Jahresende gewann er drei ATP-Matches und arbeitete sich in der Weltrangliste bis auf Rang 234 vor.
Es blieben seine letzten Auftritte auf der ATP Tour. In den Jahren 2005 und 2006 trat Di Pasquale nur noch bei Challenger- und Future-Turnieren an. Er konnte zwar im Juni 2006 in Mailand noch einmal ein Challenger-Finale erreichen, er erklärte aber Anfang 2007 aufgrund der anhaltenden Verletzungsprobleme im Alter von 27 Jahren seinen Rücktritt vom Profitennis.

## Erfolge
| Legende (Anzahl der Siege)                      |
| Grand Slam                                      |
| ATP World Tour Finals                           |
| ATP World Tour Masters 1000                     |
| ATP World Tour 500                              |
| ATP International Series ATP World Tour 250 (1) |
| ATP Challenger Tour (2)                         |

| ATP-Titel nach Belag |
| Hartplatz (0)        |
| Sand (1)             |
| Rasen (0)            |

### Einzel

#### Turniersiege

##### ATP Tour
| Nr. | Datum            | Turnier | Belag | Finalgegner         | Ergebnis |
| --- | ---------------- | ------- | ----- | ------------------- | -------- |
| 1.  | 10. Oktober 1999 | Palermo | Sand  | Alberto Berasategui | 6:1, 6:3 |

##### ATP Challenger Tour
| Nr. | Datum         | Turnier   | Belag | Finalgegner    | Ergebnis |
| --- | ------------- | --------- | ----- | -------------- | -------- |
| 1   | 28. Juni 1998 | Příbram   | Sand  | Radek Štěpánek | 6:3, 6:1 |
| 2.  | 12. Mai 2002  | Ljubljana | Sand  | Juan Balcells  | 6:4, 6:3 |

#### Finalteilnahmen
| Nr. | Datum              | Turnier  | Belag | Finalgegner      | Ergebnis      |
| --- | ------------------ | -------- | ----- | ---------------- | ------------- |
| 1   | 21. September 1998 | Bukarest | Sand  | Francisco Clavet | 4:6, 6:2, 5:7 |